# Segán
Segán (llamada oficialmente Santa María de Segán) es una parroquia española del municipio de Saviñao, en la provincia de Lugo, Galicia.

## Límites
Limita con las parroquias de San Julián de Insua y Mourelle al norte, Villaesteva al este, y San Victorio de Ribas de Miño al sur y oeste.

## Organización territorial
La parroquia está formada por trece entidades de población, constando ocho de ellas en el nomenclátor del Instituto Nacional de Estadística español:
- A Cavada
- Escobia
- Forcadela
- Goimil
- O Bico
- O Casar
- Os Ameixeiros
- O Sisto
- Piñeiro
- Salcedo
- Segán de Abaixo
- Segán de Arriba
- Trasmil

## Demografía
| Gráfica de evolución demográfica de Segán entre 2000 y 2021 |
|                                                             |
| Datos según el nomenclátor publicado por el INE.            |

## Lugares de interés
- Iglesia de Santa María.